# Сілвер-Лейк (округ Ессекс, Нью-Джерсі)
Сілвер-Лейк (англ. Silver Lake) — переписна місцевість (CDP) в США, в окрузі Ессекс штату Нью-Джерсі. Населення — 4730 осіб (2020).

## Географія
Сілвер-Лейк розташований за координатами 40°46′50″ пн. ш. 74°10′58″ зх. д. / 40.78056° пн. ш. 74.18278° зх. д. (40.780434, -74.182817).  За даними Бюро перепису населення США в 2010 році переписна місцевість мала площу 0,84 км², уся площа — суходіл.

## Демографія
Згідно з переписом 2010 року, у селищі мешкали 4243 особи в 1587 домогосподарствах у складі 1050 родин. Густота населення становила 5024 особи/км².  Було 1733 помешкання (2052/км²).
Расовий склад населення:
| - 51,5 % — білих - 12,6 % — азіатів - 10,5 % — чорних або афроамериканців - 0,2 % — корінних американців - 20,2 % — осіб інших рас |

До двох чи більше рас належало 5,0 %. Частка іспаномовних становила 47,1 % від усіх жителів.
За віковим діапазоном населення розподілялося таким чином: 23,6 % — особи молодші 18 років, 65,3 % — особи у віці 18—64 років, 11,1 % — особи у віці 65 років та старші. Медіана віку мешканця становила 35,0 року. На 100 осіб жіночої статі у селищі припадало 88,2 чоловіків;  на 100 жінок у віці від 18 років та старших — 83,5 чоловіків також старших 18 років.
Середній дохід на одне домашнє господарство  становив 52 565 доларів США (медіана — 44 701), а середній дохід на одну сім'ю — 63 276 доларів (медіана — 60 578). Медіана доходів становила 35 337 доларів для чоловіків та 36 732 долари для жінок. За межею бідності перебувало 16,8 % осіб, у тому числі 15,6 % дітей у віці до 18 років та 16,4 % осіб у віці 65 років та старших.
Цивільне працевлаштоване населення становило 1863 особи. Основні галузі зайнятості: освіта, охорона здоров'я та соціальна допомога — 23,5 %, науковці, спеціалісти, менеджери — 13,3 %, мистецтво, розваги та відпочинок — 12,7 %.